# María Fernanda Villalba
María Fernanda Villalba (1 de abril de 1998) es una deportista colombiana que compite en judo. Ganó dos medallas de bronce en los Juegos Panamericanos de 2023, en las categorías de –57 kg y equipo mixto.

## Palmarés internacional
| Juegos Panamericanos | Juegos Panamericanos | Juegos Panamericanos | Juegos Panamericanos |
| Año                  | Lugar                | Medalla              | Categoría            |
| -------------------- | -------------------- | -------------------- | -------------------- |
| 2023                 | Santiago (Chile)     | Medalla de bronce    | –57 kg               |
| 2023                 | Santiago (Chile)     | Medalla de bronce    | Equipo mixto         |